# 沈照理
沈照理（1932年—2020年4月4日），男，上海人，中国水文地质学家，曾任中国地质大学（北京）副校长、教授、博士生导师。